# 聖ヨハネの前夜祭

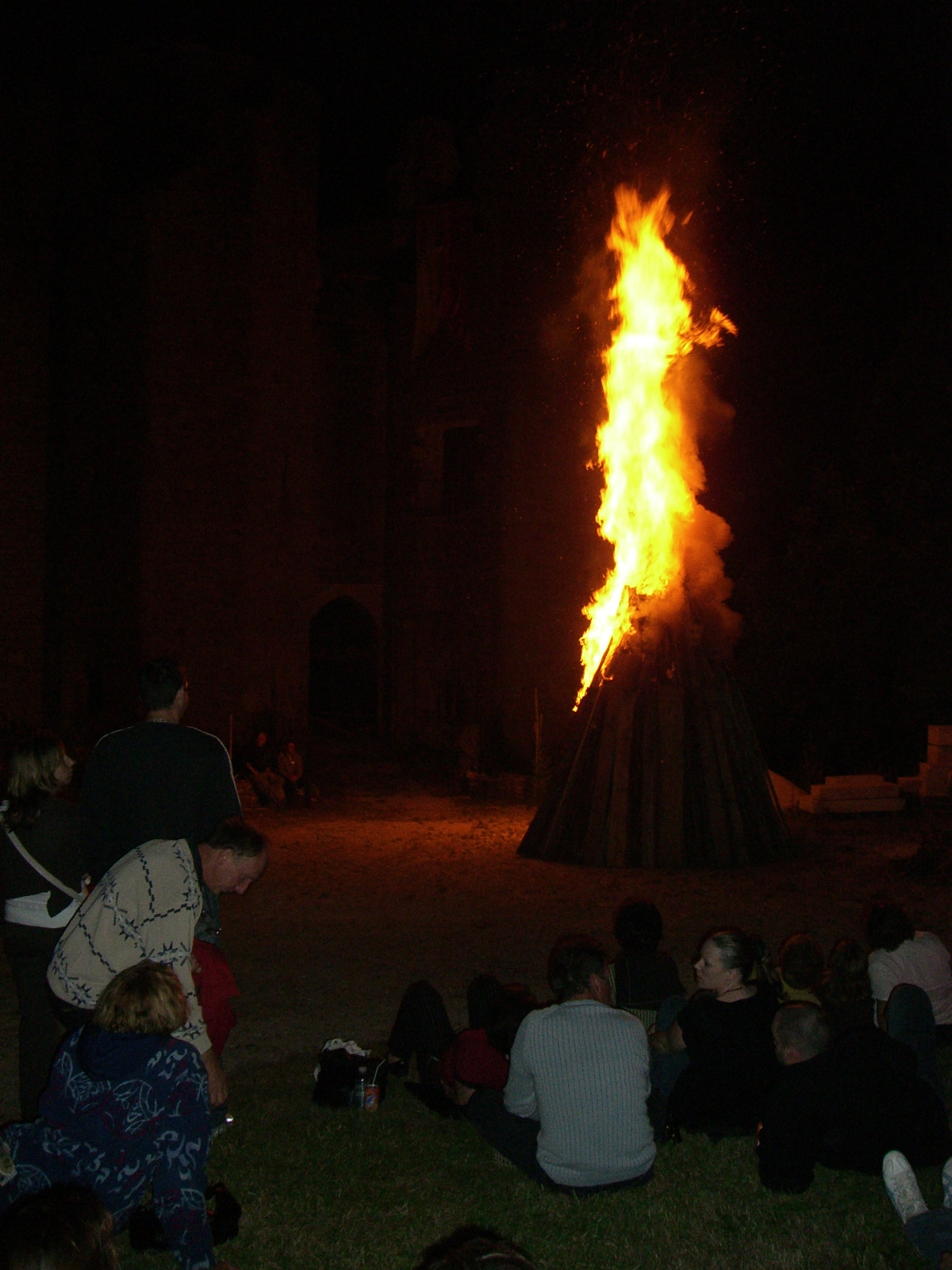
聖ヨハネの前夜祭で村人や観光客が見守る中で「聖ヨハネの火」が燃え盛る（フランス・モンフォール城 (コート＝ドール県)で）

聖ヨハネの前夜祭（せいヨハネのぜんやさい、英語: St John's Eve）は、洗礼者ヨハネの誕生日とされる「聖ヨハネの日」またはその前後の前夜に世界の各地でキリスト教徒が祝う祭りである。夏至（南半球では冬至）近くであるので、キリスト教と関係ない各地の夏至祭と結びつき、火祭りとして祝われる例が多い。 
- ブラジル
  - フェスタ・ジュニーナ

- カナダ・ケベック州
  - サン・ジャン・バプティストの祭り (fr:Fête de la Saint-Jean)

- イギリス
  - セント・ジョンズ・イブ (en:St John's Eve)

- フランス
  - サン・ジャンの火祭り (fr:Fête de la Saint-Jean)

- スペイン
  - フィエスタ・デ・サン・フアン (es:Fiesta de San Juan)

- ノルウェー
  - Sankthans（ノルウェー語版）

- ロシア、ウクライナ、ベラルーシ
  - イワン・クパーラ

## 参照項目
- 聖ヨハネの日
- 聖ヨハネ日の祭り
- 夏至祭、冬至祭
- 聖ヨセフの火祭り（バレンシア）